# Gare de Xàtiva
La gare de Xàtiva est une gare ferroviaire espagnole des lignes de Madrid-Chamartín-Clara Campoamor à Valence-Nord (300) et d'Alcoy à Xàtiva (342), située sur le territoire de la commune de Xàtiva, dans la comarque de La Costera, dans la province de Valence, dans la Communauté valencienne. 
Elle est mise en service en 1876 par la Sociedad de los Ferrocarriles de Almansa a Valencia y Tarragona (AVT). C'est une gare d'Administrador de infraestructuras ferroviarias (ADIF), desservie par des trains Intercity, Media Distancia, Regional Exprés, Regional et de la ligne C-2 de Renfe Operadora. 

## Situation ferroviaire
Établie à 99,77 mètres d'altitude, la gare de Xàtiva est située au point kilométrique (PK) 48,4 de la Madrid-Chamartín-Clara Campoamor à Valence-Nord entre les gares de Moixent et de L'Ènova-Manuel.
Elle est également l'origine, au PK 0, de la ligne d'Alcoy à Xàtiva, précédée par la gare de Genovés.

## Histoire
La station actuelle est construite en 1876, en remplacement d'une ancienne gare construite en 1854 située à 1,4 km de là et détruite pendant la Deuxième Guerre carliste. Elle est alors exploitée par la sociedad de los Ferrocarriles Almansa-Valencia-Tarragona. Cette dernière fusionne avec la compañía de los Caminos de Hierro del Norte de España en 1889, après la mort du promoteur José Campo. Le 29 mars 1893, le premier tronçon de la Ligne Játiva-Alcoy (es) est mis en service entre Játiva et Albaida.

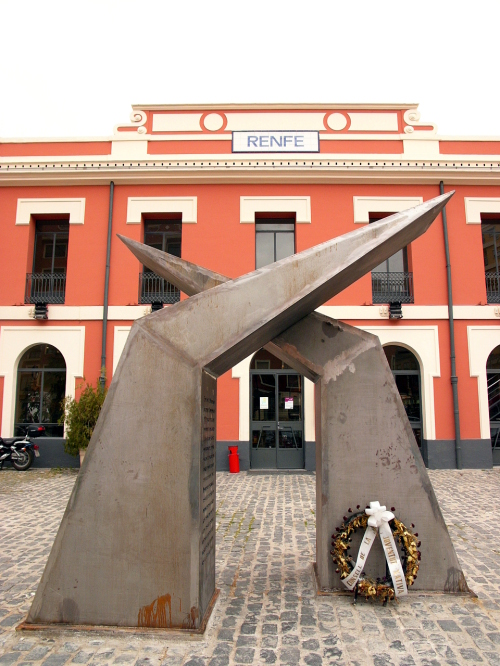
Le monument d'hommage aux victimes, devant la gare

Le 12 février 1939, l'aviation franquiste bombarde la gare où se trouve un convoi militaire transportant la 49e brigade mixte, causant de graves dégâts et 129 morts. Un monument commémore l'événement.
Lors de la nationalisation des chemins de fer en Espagne, la gare devient la propriété de la RENFE, qui gère aussi les lignes depuis le 31 décembre 2004. C'est maintenant l'Adif qui s'occupe de la gestion de la gare.

## Service des voyageurs

### Accueil
La gare se situe entre le centre-ville et le parc industriel. Elle se présente sous la forme d'un grand bâtiment de plan rectangulaire sur deux étages. Elle possède quatre quais, ainsi que dix voies de chemin de fer.

### Desserte
La gare de Játiva est exploitée par la Renfe Operadora et desservie par la ligne C-2 (es), la Ligne Játiva-Alcoy (es) et la Ligne Madrid-Valence (es). Elle est en écartement ibérique.